# Christusgrün
Christusgrün (oberfränkisch: Grejsgrej) ist ein Gemeindeteil des Marktes Bad Steben im Landkreis Hof (Oberfranken, Bayern). Christusgrün  liegt in der Gemarkung Thierbach.

## Geografie
Das Dorf liegt im Froschbachtal und am Frankenweg, Etappe 1. Unweit westlich im Gerlaser Forst erhebt sich der 729 m hohe Spitzberg. Eine Anliegerstraße führt nach Bobengrün zur Staatsstraße 2198 (1,6 km nordwestlich).

## Geschichte
Christusgrün wurde 1564 erstmals schriftlich erwähnt. Der Ort gehörte damals zur Herrschaft Lichtenberg.
Zur Realgemeinde Christusgrün gehörte Dürrnberg, Hölle und Kleinschmieden. Gegen Ende des 18. Jahrhunderts bestand Christusgrün aus 12 Anwesen (4 Gütlein, 4 halbe Gütlein, 4 Tropfhäuser). Die Hochgerichtsbarkeit sowie die Dorf- und Gemeindeherrschaft und die Grundherrschaft über sämtliche Anwesen hatte das bayreuthische Kasten- und Richteramt Lichtenberg.
Von 1797 bis 1810 unterstand Christusgrün dem Justiz- und Kammeramt Naila. Infolge des Ersten Gemeindeedikts wurde Christusgrün dem 1812 gebildeten Steuerdistrikt Marxgrün und der zugleich entstandenen Ruralgemeinde Thierbach zugewiesen. Im Zuge der Gebietsreform in Bayern wurde Christusgrün am 1. Januar 1972 nach Bad Steben eingemeindet.

### Baudenkmäler
- Haus Nr. 3: Gasthaus[8]

Ehemaliges Baudenkmal:
- Haus Nr. 10: Eingeschossiges, verputzt massives Kleinhaus, zwei zu vier Achsen, mit Satteldach; erste Hälfte des 19. Jahrhunderts; Giebel verbrettert.[9]

### Einwohnerentwicklung
| Jahr      | 001799 | 001819 | 001861 | 001871 | 001885 | 001900 | 001925 | 001950 | 001961 | 001970 | 001987 | 002013 |
| Einwohner | 64     | 77     | 94     | 92     | 72     | 79     | 84     | 82     | 65     | 64     | 53     | 32     |
| Häuser    | 12     |        |        |        | 15     | 15     | 17     | 17     | 17     |        | 22     |        |
| Quelle    | [ 11 ] | [ 6 ]  | [ 12 ] | [ 13 ] | [ 14 ] | [ 15 ] | [ 16 ] | [ 17 ] | [ 18 ] | [ 19 ] | [ 20 ] |        |

## Religion
Christusgrün ist seit der Reformation evangelisch-lutherisch geprägt und bis heute nach St. Walburga (Untersteben) gepfarrt (seit 1910 ist die Lutherkirche (Bad Steben) die Hauptkirche) und gehört zu deren Tochterkirchengemeinde St. Paul (Bobengrün).